# Persone di nome Carlos/Cestisti
| Questa pagina contiene informazioni ricavate automaticamente dalle voci biografiche con l'ausilio del template Bio e di un bot. L'aggiornamento è periodico e automatico e ricostruisce completamente la pagina. Se manca una persona in questa lista, sei pregato di non aggiungerla, ma accertati piuttosto che la sua voce biografica contenga il template Bio e che i dati anagrafici siano correttamente compilati. Se il template Bio manca, inseriscilo tu stesso o, in alternativa, metti l'avviso {{tmp\|Bio}} che ne segnala la mancanza. Se i dati riportati sono sbagliati, correggi direttamente la voce biografica; le modifiche saranno visibili in questa lista entro pochi giorni. Per chiarimenti vedi il progetto antroponimi. La lista contiene solo le 69 persone che sono citate nell'enciclopedia e per le quali è stato implementato correttamente il template Bio. Pagina aggiornata al 22 giu 2025. |

Questa è una lista di persone presenti nell'enciclopedia che hanno il nome Carlos e sono cestisti.

## A(4)
- Carlos Alegre, cestista e allenatore di pallacanestro peruviano (Uchumayo, n. 1924)
- Carlos Alocén, cestista spagnolo (Saragozza, n. 2000)
- Carlos Arroyo, ex cestista portoricano (Fajardo, n. 1979)
- Carlos Morais, cestista angolano (Luanda, n. 1985)

## B(6)
- Carlos Badion, cestista e allenatore di pallacanestro filippino (Lubao, n. 1935 - Manila, † 2002)
- Carlos Bea, ex cestista e giudice cubano (San Sebastián, n. 1934)
- Charlie Bermúdez, ex cestista portoricano (Santurce, n. 1951)
- Carlos Blixen, cestista uruguaiano (Montevideo, n. 1936 - Bilbao, † 2022)
- Carlos Boozer, ex cestista statunitense (Aschaffenburg, n. 1981)
- Carlos Borja, cestista messicano (Guadalajara, n. 1913 - Guadalajara, † 1982)

## C(5)
- Carlos Cabezas, ex cestista spagnolo (Malaga, n. 1980)
- Carlos Cazorla, ex cestista spagnolo (Las Palmas de Gran Canaria, n. 1977)
- Carlos Cedeño, cestista venezuelano (Santa Catalina, n. 1985)
- Carlos Cerutti, cestista argentino (Morteros, n. 1969 - Córdoba, † 1990)
- Carlos Clark, ex cestista statunitense (Somerville, n. 1960)

## D(3)
- Carlos Almeida, ex cestista e politico angolano (Luanda, n. 1976)
- Carlos Delfino, cestista argentino (Santa Fe, n. 1982)
- Carlos del Pozo, cestista cubano (Santiago di Cuba, n. 1943 - L'Avana, † 2018)

## E(1)
- Carlos English, ex cestista statunitense (Detroit, n. 1984)

## F(2)
- Carlos Andrade, ex cestista capoverdiano (Ilha do Sal, n. 1978)
- Carlos Ferello, ex cestista argentino (Buenos Aires, n. 1943)

## G(5)
- Carlos Gabín, cestista uruguaiano (n. 1906 - † 1956)
- Carlos García-Ordóñez, cestista cubano (L'Avana, n. 1927 - Miami, † 2019)
- Nicolás Gianella, ex cestista argentino (La Plata, n. 1978)
- Carlos González Gallo, cestista uruguaiano (Montevideo, n. 1930 - Montevideo, † 2018)
- Carlos González, cestista argentino (Chivilcoy, n. 1947 - La Plata, † 2012)

## I(1)
- Carlos Insaurralde, cestista paraguaiano (Asunción, n. 1937 - Encarnación, † 2020)

## J(1)
- Carlos Jiménez, ex cestista e allenatore di pallacanestro spagnolo (Madrid, n. 1976)

## L(5)
- Carlos Lanauze, ex cestista portoricano (Ponce, n. 1970)
- Carlos López Sosa, cestista portoricano (Lajas, n. 1990)
- Carlos Loyzaga, cestista e allenatore di pallacanestro filippino (Manila, n. 1930 - San Juan, † 2016)
- Carlos Luquero, ex cestista spagnolo (Avila, n. 1947)
- Carlos Lutringer, cestista argentino (Resistencia, n. 1938 - Buenos Aires, † 1986)

## M(7)
- Carlos Domingos Massoni, ex cestista brasiliano (San Paolo, n. 1939)
- Carlos Medlock, cestista statunitense (Detroit, n. 1987)
- Carlos Mina, ex cestista statunitense (Monterrey, n. 1953)
- Carlos Montes, cestista spagnolo (Madrid, n. 1965 - Madrid, † 2014)
- Carlos Morales Matos, ex cestista e allenatore di pallacanestro portoricano (Bayamón, n. 1957)
- Carlos Morbán, ex cestista dominicano (Santo Domingo, n. 1982)
- Carlos Morris, cestista venezuelano (Caracas, n. 1975 - Cumaná, † 2015)

## N(1)
- Carlos Novas, cestista dominicano (Santo Domingo, n. 1992)

## O(1)
- Bud Ogden, ex cestista statunitense (San Luis Obispo, n. 1946)

## P(4)
- Carlos Paniagua, ex cestista dominicano (Santo Domingo, n. 1976)
- Carlos Payano, ex cestista dominicano (Santo Domingo, n. 1971)
- Carlos Peinado, ex cestista e commentatore televisivo uruguaiano (Montevideo, n. 1954)
- Carlos Piernavieja, cestista, pallamanista e nuotatore spagnolo (San Cristóbal de La Laguna, n. 1918 - Madrid, † 1989)

## Q(1)
- Carlos Quintanar, cestista e allenatore di pallacanestro messicano (Ciudad Juárez, n. 1939 - Poza Rica, † 2010)

## R(9)
- Carlos Alexandre Rodrigues do Nascimento, ex cestista brasiliano (Rio de Janeiro, n. 1983)
- Carlos Raffaelli, ex cestista argentino (Rafaela, n. 1954)
- Carlos Ríos, cestista argentino (Santiago del Estero, n. 1941 - Santiago del Estero, † 2011)
- Carlos Rivera, cestista portoricano (Mayagüez, n. 1983)
- Carlos Henrique Rodrigues do Nascimento, ex cestista brasiliano (Rio de Janeiro, n. 1974)
- Carlos Rogers, ex cestista statunitense (Detroit, n. 1971)
- Carlos Romano, ex cestista e allenatore di pallacanestro argentino (San Miguel de Tucumán, n. 1957)
- Carlos Roselló, cestista uruguaiano (Montevideo, n. 1922)
- Carlos Ruf, ex cestista spagnolo (Hamina, n. 1969)

## S(6)
- Matías Sandes, cestista argentino (Mendoza, n. 1984)
- Leonel Schattmann, cestista argentino (Viedma, n. 1987)
- Carlos Sevillano, ex cestista spagnolo (Madrid, n. 1940)
- Patricio Simoni, ex cestista argentino (Resistencia, n. 1971)
- Carlos Strong, ex cestista statunitense (Portland, n. 1987)
- Carlos Suárez García-Osorio, cestista spagnolo (Madrid, n. 1986)

## T(1)
- Carlos Terry, cestista statunitense (Lexington, n. 1956 - Contea di Prince George, † 1989)

## V(5)
- Carlos Vallejos, cestista paraguaiano (Asunción, n. 1992)
- Carlos Vasino, cestista argentino (Zárate, n. 1935 - Bernal, † 2007)
- Carlos Vásquez, cestista peruviano (Lima, n. 1942 - Lima, † 1984)
- Carlos Vega, cestista messicano (Tampico, n. 1939)
- Carlos Verga, cestista argentino (Santa Fe, † 2019)

## W(1)
- Carlos Wheeler, ex cestista statunitense (Pensacola, n. 1978)